# Region Lima
Die Region Lima [ˈlima] (span. Región Lima oder Departamento de Lima, auch Lima Provincias) ist eine Region im zentralen Peru. Ihre provisorische Hauptstadt ist Huacho.

## Geographie
Die Region umfasst die pazifische Küste rund um die peruanische Hauptstadt Lima, die jedoch selbst nicht Teil der Region ist, sowie den angrenzenden Teil der zentralperuanischen Anden.
Die gebirgige Landschaft bringt einige Berge über 4000 Meter hervor. Der höchste Berg ist der Morococha mit 5182 Metern.
Vor der Küste liegen zahlreiche Inseln, die größten von ihnen sind San Lorenzo, El Frontón, Pachacamac, Corcovado und Asia (Insel).

## Geschichte
Als aus dem spanischen Vizekönigreich Peru die Republik Peru wurde, wandelte man die im Verlauf der bourbonischen Verwaltungsreformen im 18. Jahrhundert geschaffenen spanischen Intendencias (Intendanturen) im Jahre 1821 in sieben Departamentos (Départements) um: Arequipa, Ayacucho, Cusco, Junín, La Libertad, Lima und Puno. Die Stadt Lima verblieb weiterhin als Hauptstadt der neuen Republik Peru, wie auch des gleichnamigen Departamentos. Das Departamento teilte sich wiederum in 11 Provinzen auf (siehe unten): Barranca, Cajatambo, Canta, Cañete, Huaral, Huarochirí, Huaura, Oyón, Callao (ausgegliedert 1836) und Lima Stadt (ausgegliedert 2002).
In den Kongresswahlen 2001 stellte Lima, als bevölkerungsreichster Wahlbezirk, 35 von insgesamt 120 Abgeordneten im peruanischen Parlament. Im März 2002 unter Präsident Alejandro Toledo Manrique wurde die peruanische Verfassung reformiert und die Dezentralisierung als verfassungsrelevant und als permanente Staatspolitik eingestuft. Am 17. Juli 2002 per Gesetz Nr. 27783 „Grundlagen der Dezentralisierung“ wurde, unter anderem, alle Kompetenzen und Aufgaben einer Regionalregierung an die städtische Verwaltung der Provinz Lima Stadt übertragen. Dadurch ist die Provinz Lima Stadt aus der Region Lima ausgegliedert und dessen Regierungssitz ist seitdem die Stadt Huacho. Ab den Parlamentswahlen 2011 stellt die Region Lima nur noch 4 Abgeordnete von insgesamt 130 im Nationalparlament (während Lima Stadt 33 stellt).
Im Oktober 2002 fanden erstmals landesweit Wahlen statt, um die jeweiligen Regionalregierungen zu bilden. Erster Präsident der Region Lima wurde Miguel Ángel Muffarech Nemy (im Amt 1. Januar 2003 – 31. Dezember 2006) von der APRA.

## Provinzen
Die Region unterteilt sich in neun Provinzen.
| Provinz        | Hauptstadt            |
| -------------- | --------------------- |
| Barranca (1)   | Barranca              |
| Cajatambo (2)  | Cajatambo             |
| Canta (4)      | Canta                 |
| Cañete (5)     | San Vicente de Cañete |
| Huaral (6)     | Huaral                |
| Huarochirí (7) | Matucana              |
| Huaura (8)     | Huacho                |
| Oyón (10)      | Oyón                  |
| Yauyos (11)    | Yauyos                |